# Alter Jüdischer Friedhof (Alt-Saarbrücken)

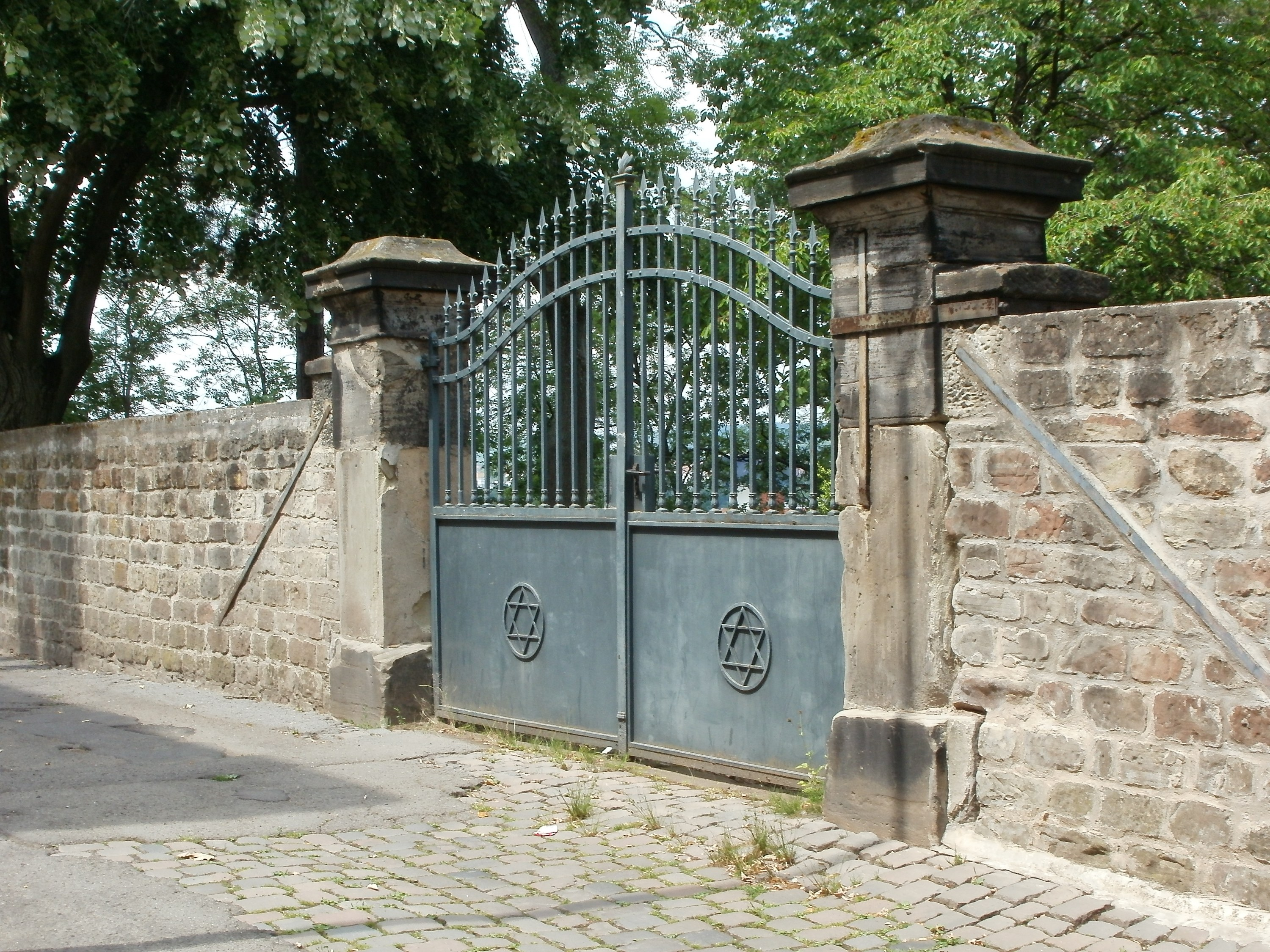
Eingang zum Friedhof

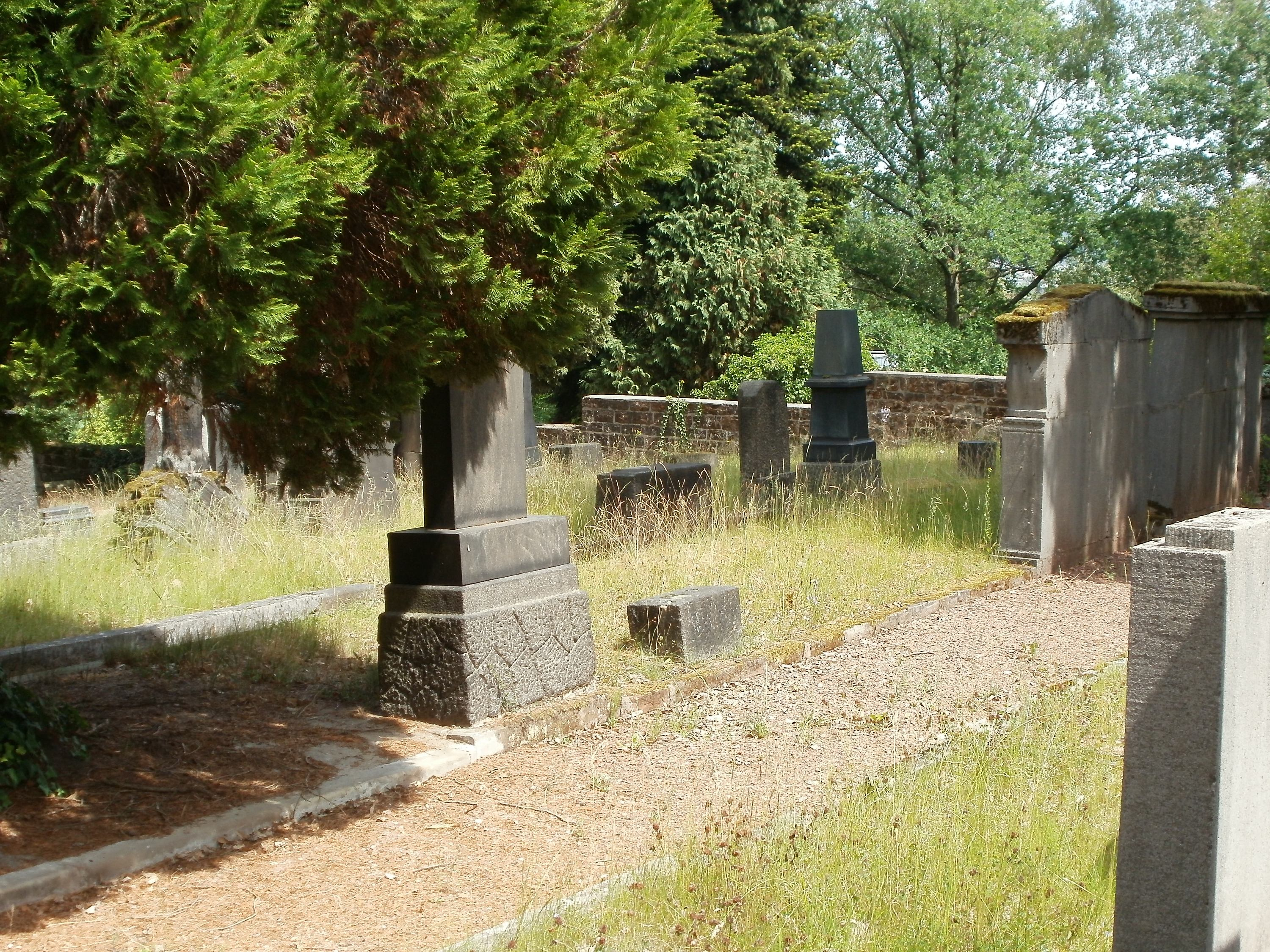
Grabsteine

Der Alte Jüdische Friedhof in Saarbrücken, der Landeshauptstadt des Saarlandes, wurde 1841 angelegt. Der jüdische Friedhof liegt an der Graf-Simon-Straße/Ecke Komturstraße und ist ein geschütztes Kulturdenkmal.

## Geschichte
Die Jüdische Gemeinde Saarbrücken bestattete ihre Toten bis 1840 in Forbach. Die Einweihung war am 21. Februar 1841, verbunden mit den beiden ersten Beisetzungen. Der älteste erhaltene Grabstein ist aus dem Jahr 1841. 
Heute sind noch 179 Grabsteine auf dem Friedhof erhalten.